# 坎巴拉姆二世
坎巴拉姆二世（Kʼinich Kan Bahlam II，瑪雅語系發音：[kʼihniʧ kan ɓahlam]），也被稱為Chan Bahlum II（635年5月23日－702年2月20日），是瑪雅城邦帕倫克的統治者。684年1月，在他的父親和前任巴加爾大帝去世幾個月後，他繼承了王位，並一直統治到去世

## 傳記
他繼續著他父親開始的用美術和建築裝飾帕倫克的宏偉計畫；他對帕倫克城最重要的是擴建十字架神廟，它是十字架神廟建築群的中心部分。他的弟弟奇塔姆二世繼任了他的職位，另一個弟弟可能是提沃爾·詹·馬特（Tiwol Chan Mat）。與坎巴拉姆二世相關的紀念碑和文字有：十字架神廟的石碑和阿爾法達斯（Alfardas）、太陽和葉片十字架；碑刻寺的石碑和外觀；聖殿17嵌板；死亡之首；喬努塔嵌板；十字架神廟石碑。

## 註解
1. ↑  The ruler's name, when transcribed is KʼINICH KAN[BAHLAM]-ma, translated "Radiant Snake Jaguar", Martin & Grube 2008, p. 168.
2. ↑  這些是中美洲長計數行事曆中瑪雅銘文上注明的日期：Born: 9.10.2.6.6 2 Kimi 19 Sotzʼ, Acceded: 9.12.11.12.10 8 Ok 3 Kʼayab and Died: 9.13.10.1.5 6 Chikchan 3 Pop, Martin & Grube 2008, p. 168.

## 腳註
1. ↑  Skidmore 2010, pp. 74-76.
2. ↑  Lounsbury 1976, pp. 211-224.
3. ↑  Lounsbury 1985, p. 45–58.
4. ↑  Skidmore 2010, p. 74.
5. ↑  Martin & Grube 2008, pp. 168-170.